# 阿普爾克里克鎮區 (北達科他州伯利縣)
阿普爾克里克鎮區（英語：Apple Creek Township）是位於美國北達科他州伯利縣的一個鎮區。

## 地方資料
阿普爾克里克鎮區的面積為90.39平方千米，當中陸地面積為90.27平方千米，而水域面積為0.12平方千米。根據2010年美國人口普查的數據，當地共有人口2652人，而人口密度為每平方千米29.34人。